# فرودگاه شهری دمینگ
فرودگاه شهری دمینگ (به انگلیسی: Deming Municipal Airport) یک فرودگاه همگانی بهره‌برداری هوایی با کد یاتا DMN است که یک باند فرود آسفالت دارد و طول باند آن ۲۰۲۰ متر است. این فرودگاه در کشور ایالات متحده آمریکا قرار دارد و در ارتفاع ۱۳۱۵ متری از سطح دریا واقع شده‌است.